# Commanderie de Rurka
La commanderie de Rurka se trouve au nord-ouest de la Pologne, sur le territoire de la commune de Chojna. Le village de Rurka (Rörchen en allemand) se trouve dans le district de Gryfino et la voïvodie de Poméranie occidentale. La rivière Rurzyca (affluent de l'Oder) traverse le territoire communal.

## État
Il ne reste aujourd'hui de la commanderie que la chapelle, construite en pierre de granit; de style roman, elle a été érigée durant la seconde moitié du XIIIe siècle. Les autres bâtiments originaux, typiques d'une ferme fortifiée de l'époque, ont été détruits par le temps, et aussi lors d'un incendie provoqué par des maraudeurs qui ont saccagé la commanderie en 1373. Mais au cours des siècles suivants, d'importants travaux ont été entrepris: de nouveaux bâtiments ont été construits autour de la chapelle, dont le toit a été changé.

## Historique
En 1261, l'évêque de Cammin (Kamień Pomorski en polonais), Hermann von Gleichen, a promulgué à Rurka l'acte de fondation de la commanderie. Les Templiers étaient arrivés à Rurka en 1235 déjà, et le duc de Szczecin, Barnim Ier, leur a donné le territoire du village voisin de Banie.
En 1318, soit six ans après la dissolution de l'ordre du Temple, le margrave de Brandebourg et les Hospitaliers de l'ordre de Saint-Jean de Jérusalem signent à Kremmen un accord répartissant les biens des Templiers de la région (dont la commanderie de Rurka). La plupart des hommes de la commanderie ont alors rejoint les rangs des Hospitaliers, mais des Templiers sont malgré tout restés sur le site, des documents datant des deux décennies suivantes faisant encore référence à des « frères templiers » lorsqu'ils citent certains chevaliers établis à Rurka.
En 1371, la commanderie de Rurka a accueilli des négociations de paix en raison de son emplacement stratégique.
Après l'incendie de 1373, ce qui restait de la commanderie a été rattaché à un monastère des environs, avant de passer dans des mains laïques. Le site servira notamment de dépôt de grain puis de distillerie aux XVIIIe siècle et XIXe siècle.

## Commandeurs templiers
| Nom du commandeur                                        | Dates          |
| -------------------------------------------------------- | -------------- |
| (de) Friedrich von Salzwedel                             | c. 1261 ,      |
| frère Friedrich                                          | 1263           |
| (de) Bernhard von Eberstein                              | c. 1285        |
| Frère Théodoric                                          | 1280-1281 1285 |
| Jordan von Esebeck (de)                                  | 1296,          |
| Bertrand de Greiffenberg ((de) Bertram von Greiffenberg) | c. 1300,       |
| frère Johann                                             | 1303,          |
| Théodoric, noble seigneur de Lorenen                     | 1305           |

## Organisation
La commanderie était entourée d'une douve et d'une clôture séparant la partie religieuse (chapelle et monastère) de la partie laïque (ferme fortifiée). La chapelle était en granit, mais les autres bâtiments étaient construits en bois, matériau de construction habituel dans la région à cette époque.
Durant des fouilles archéologiques entreprises en 1999, un cimetière a été mis au jour. 29 des 32 dépouilles y reposent conformément au rite chrétien (tête orientée à l'ouest, mains sur le bassin ou le long du corps), mais les trois dernières ne s'y conforment pas - soit parce qu'ils avaient commis des crimes qui les privaient de sépulture chrétienne soit parce qu'ils ont été enterrés à la va-vite en raison d'une maladie très contagieuse. Une autre tombe, plus grande et nettement plus profonde (2,40 m sous le sol) était sans doute destinée à un haut dignitaire, qui n'a pas pu être identifié jusqu'à présent.

## Photos

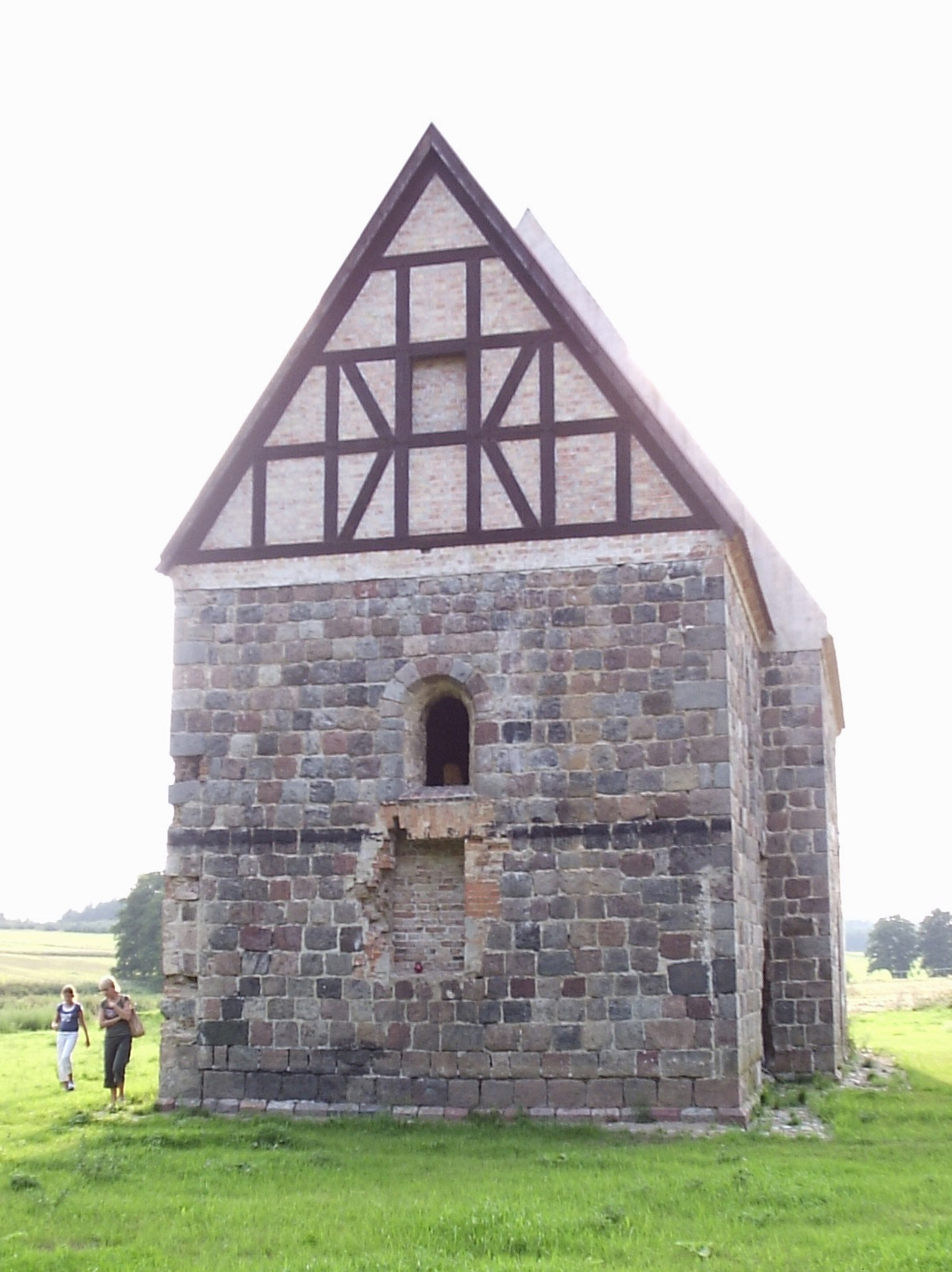
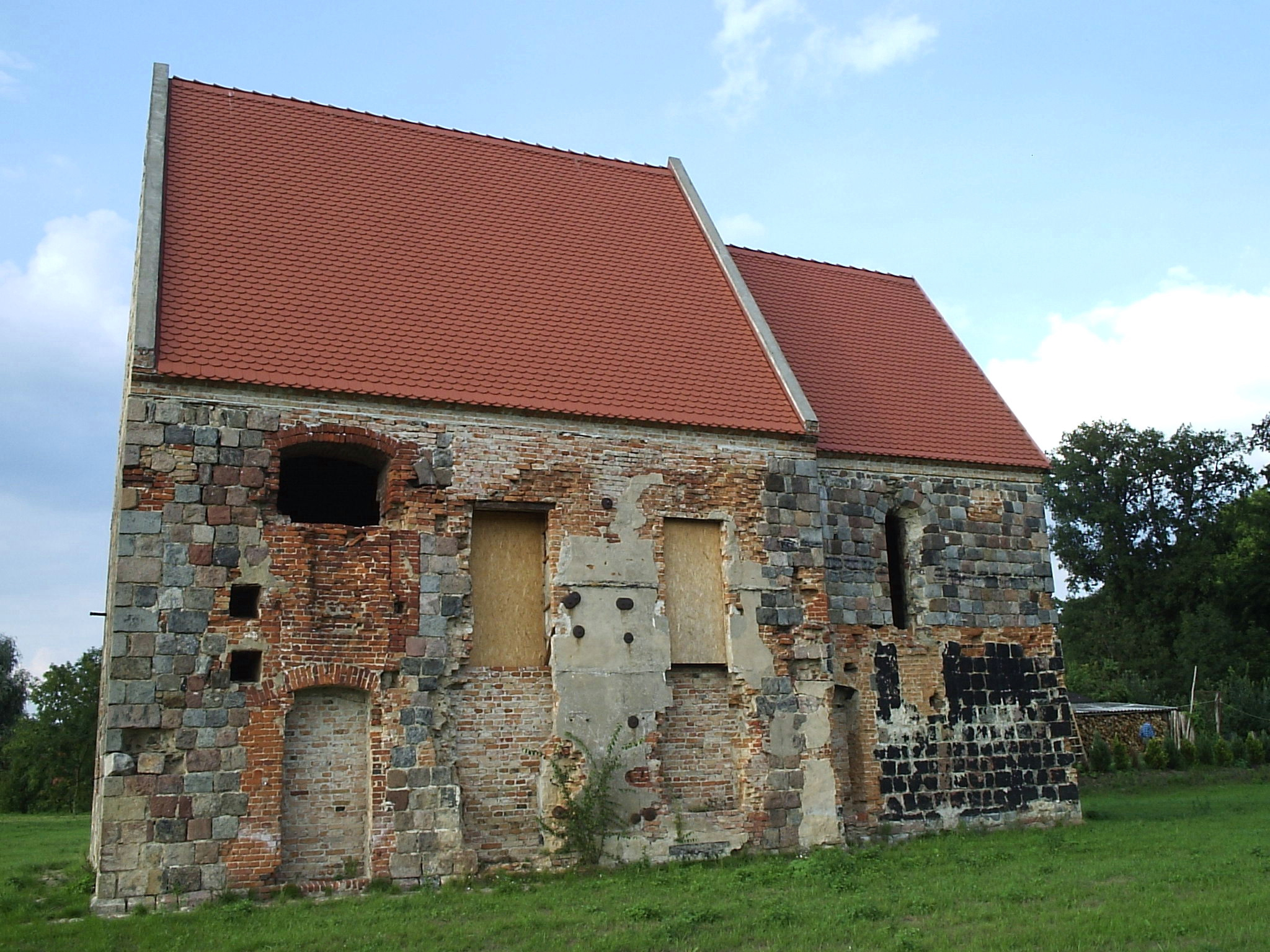

## Sources
- Przemysław Kołosowski et Dominika Ziemińska, « The Templars' sites in Rurka (Rörchen) and Chwarszczany (Quartschen) in the light of latest studies », dans Regionalität und Transfergeschichte : Ritterordenskommenden der Templer und Johanniter im nordöstlichen Deutschland und in Polen, Lukas Verlag, 2014, 649 p. (ISBN 978-3-8673-2140-2, présentation en ligne), p. 442-457
- (pl) Edmund Burzyński, Zakon rycerski templariuszy na ziemiach Polski piastowskiej i na Pomorzu Zachodnim, Wydawn, 2010, 255 p. (ISBN 978-8-3929-2187-5, présentation en ligne)
- (en) Maria Starnawska, « The commanderies of the Templars in the Polish lands and their history after the end of the Order », dans Jochen Burgtorf, Paul Crawford, Helen Nicholson, The Debate on the Trial of the Templars, 1307-1314, Ashgate Publishing ltd., 2010, 399 p. (ISBN 978-0-7546-6570-0, lire en ligne), p. 301-314
- (pl) Przemysław Kołosowski, « Stan badań archeologycznych nad siedzibami templariuszy na ziemiach polskich », Templariusze, historia i mit, Toruń, Musée Okręgowe,‎ 2004, p. 47-69 (présentation en ligne)
- (pl) Maria Starnawska, « Templariusze na ziemiach polskich », Templariusze, historia i mit, Toruń, Musée Okręgowe,‎ 2004, p. 19-25 (présentation en ligne)
- (en) Maria Starnawska, « Crusade orders on polish lands during the Middle Ages : Adaptation in a peripherical environment », Quaestiones Medii Aevi novae, institut historique de l'université de Varsovie,‎ 1997
- (de) Justus Christoph Dithmar, Genealogische historische Nachricht von den Herren-Meistern...Johanniter-Ordens, Dartmann, 1737, 84 p. (lire en ligne)